# HLB VT 100
De VT 100, Baureihe 646.4 ook wel GelenkTriebWagen genoemd is een diesel elektrisch treinstel met lagevloerdeel voor het regionaal personenvervoer van de Hessische Landesbahn GmbH (HLB).

## Geschiedenis
Het treinstel werd ontworpen en voor een deel gebouwd door Stadler Rail. Het frame werd in licentie gebouwd door Bombardier
De Hessische Landesbahn GmbH werd in 1955 opgericht. Het hoofdkantoor is gevestigd in Frankfurt am Main. De aandelen zijn in bezit van de deelstaat Hessen.
Tot 2005 werd de bedrijfsvoering uitgevoerd door de Frankfurt-Königsteiner Eisenbahn AG, de Butzbach-Licher Eisenbahn AG en de Kassel-Naumburger Eisenbahn AG.

## Constructie en techniek
Het treinstel is opgebouwd uit een aluminium frame met een frontdeel van GVK. Het treinstel heeft een lagevloerdeel. Dit treinstel wordt aangedreven door een dieselmotor van MTU die een dynamo met twee elektromotoren aandrijft. Deze treinstellen kunnen tot drie stuks gecombineerd rijden. De treinstellen zijn uitgerust met luchtvering.

## Treindiensten
De treinen worden door de Hessische Landesbahn (HLB) ingezet op de trajecten:
- Friedberg - Friedrichsdorf
- Friedberg - Hanau
- Friedberg - Mücke
- Beienheim - Schotten
- Gießen - Gelnhausen, Lahn-Kinzig-Bahn
- Betzdorf - Dillenburg, Hellertalbahn

## Foto's

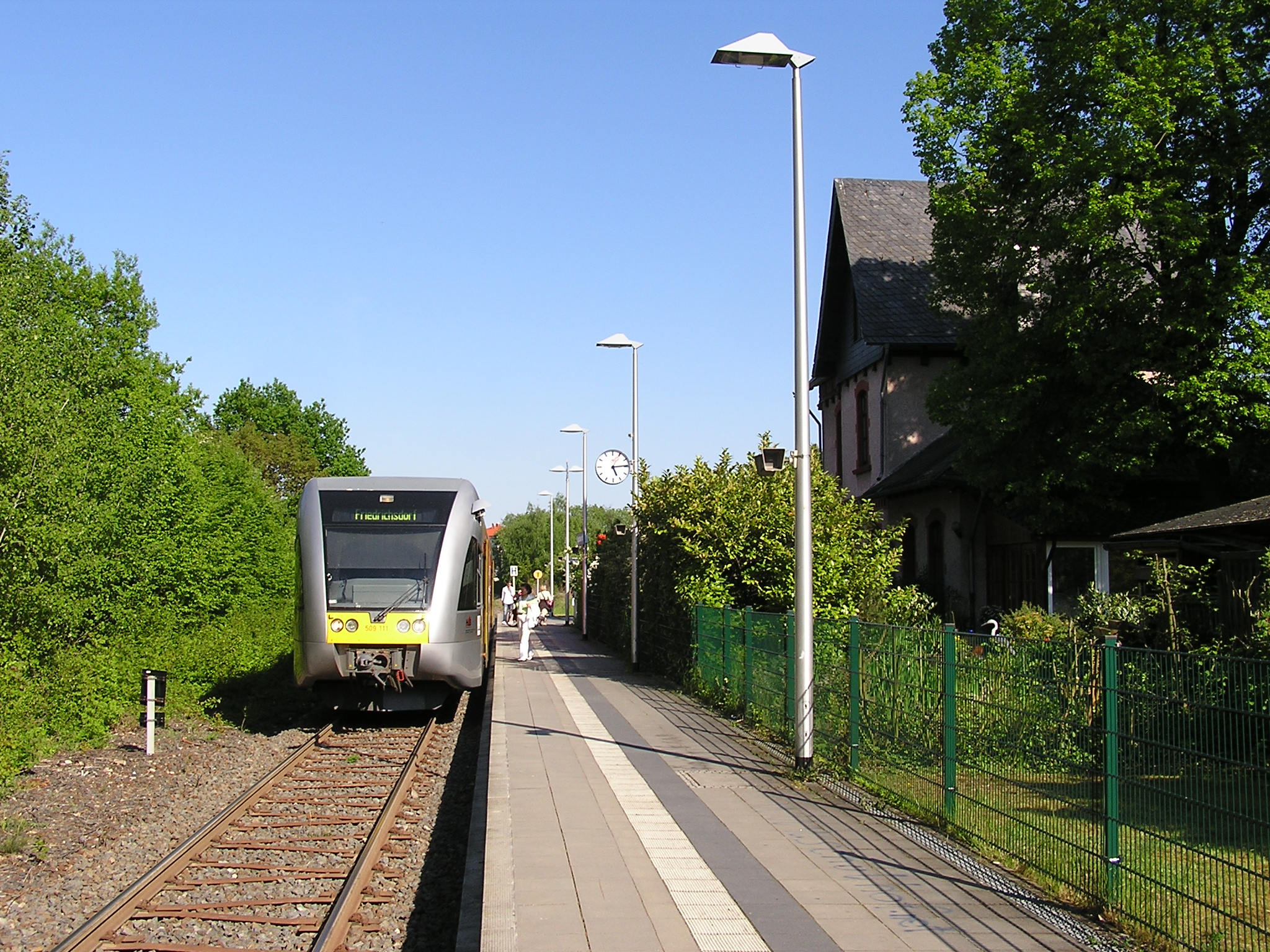
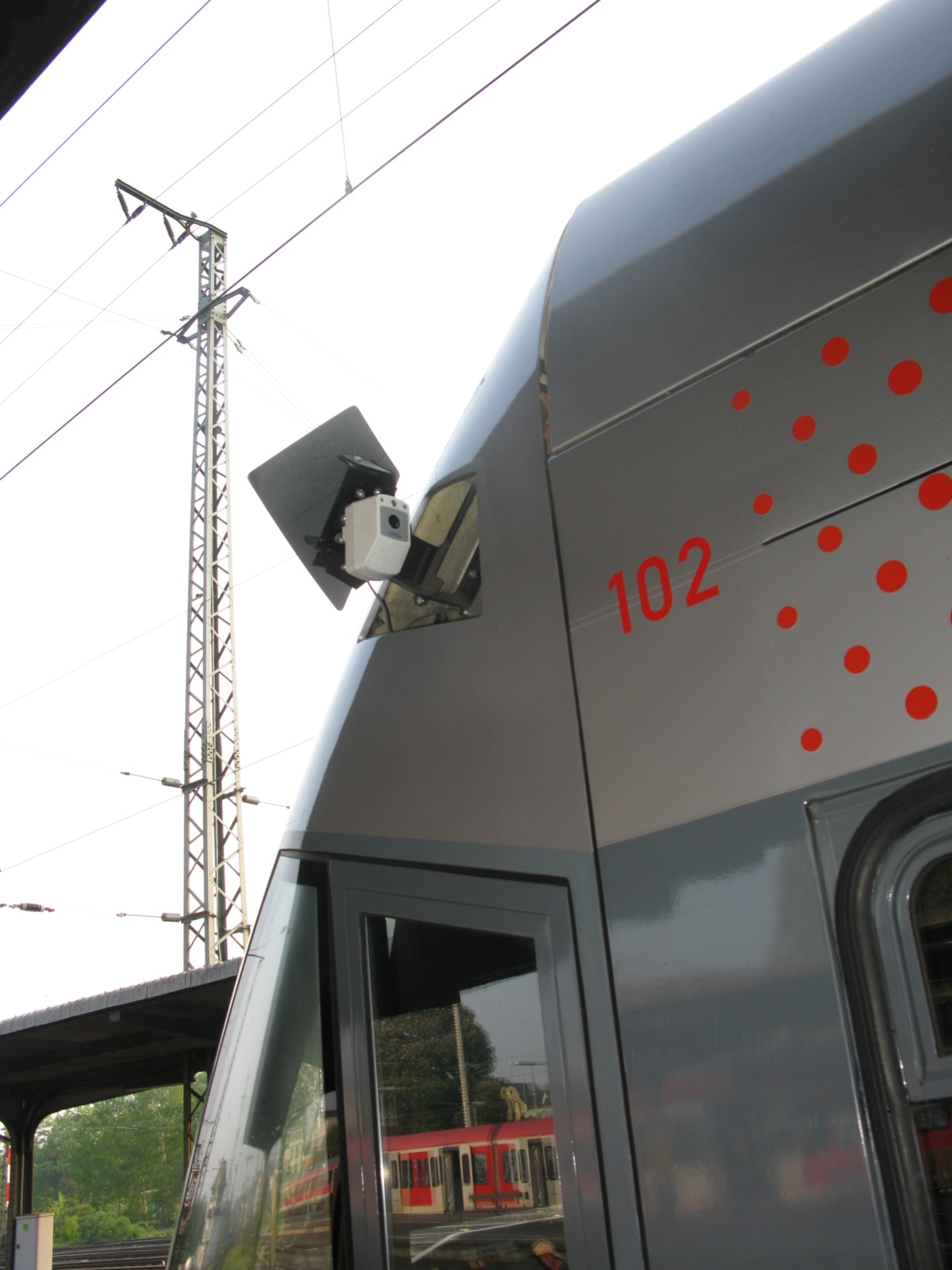
uitklapbare camera
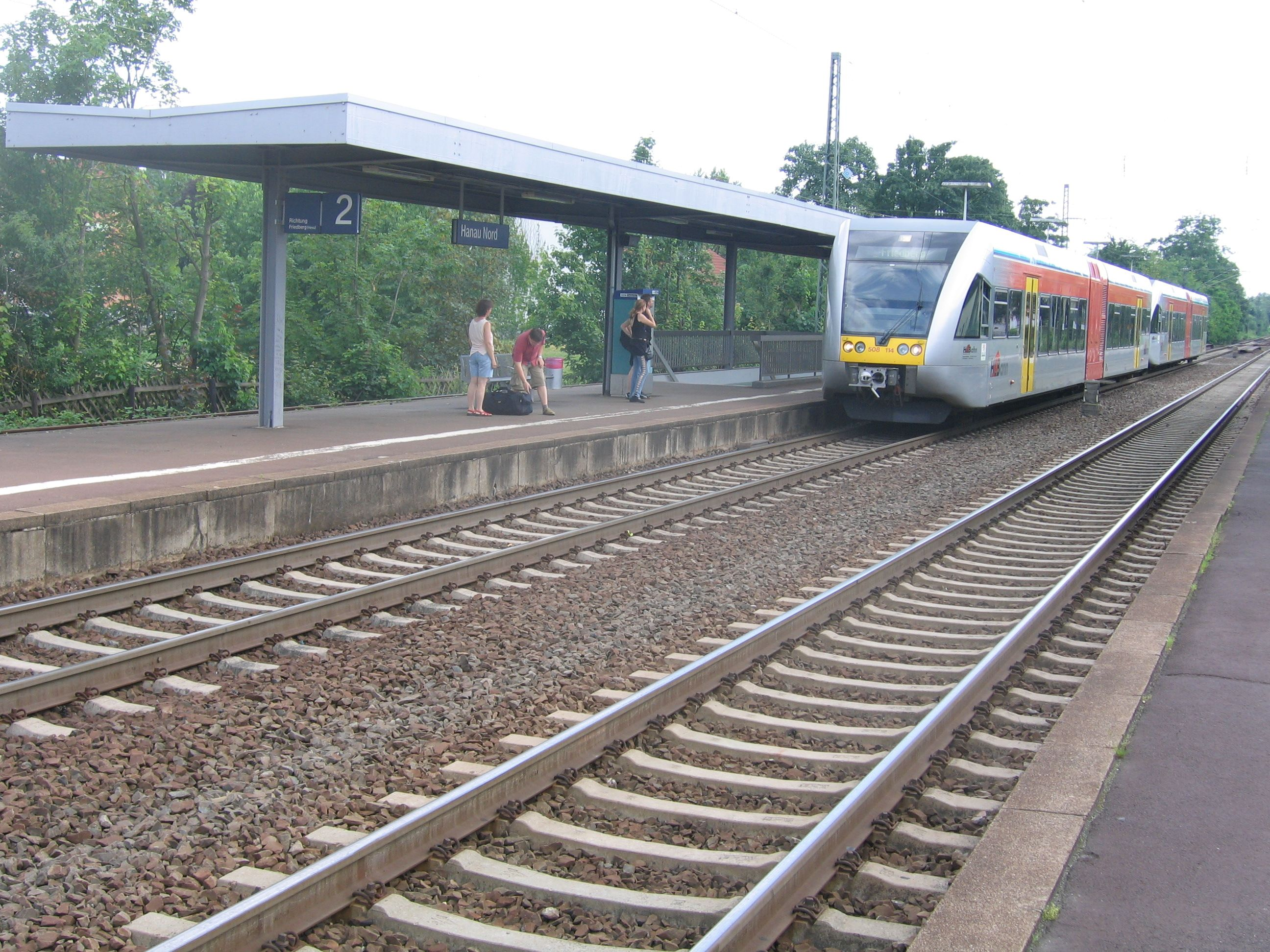
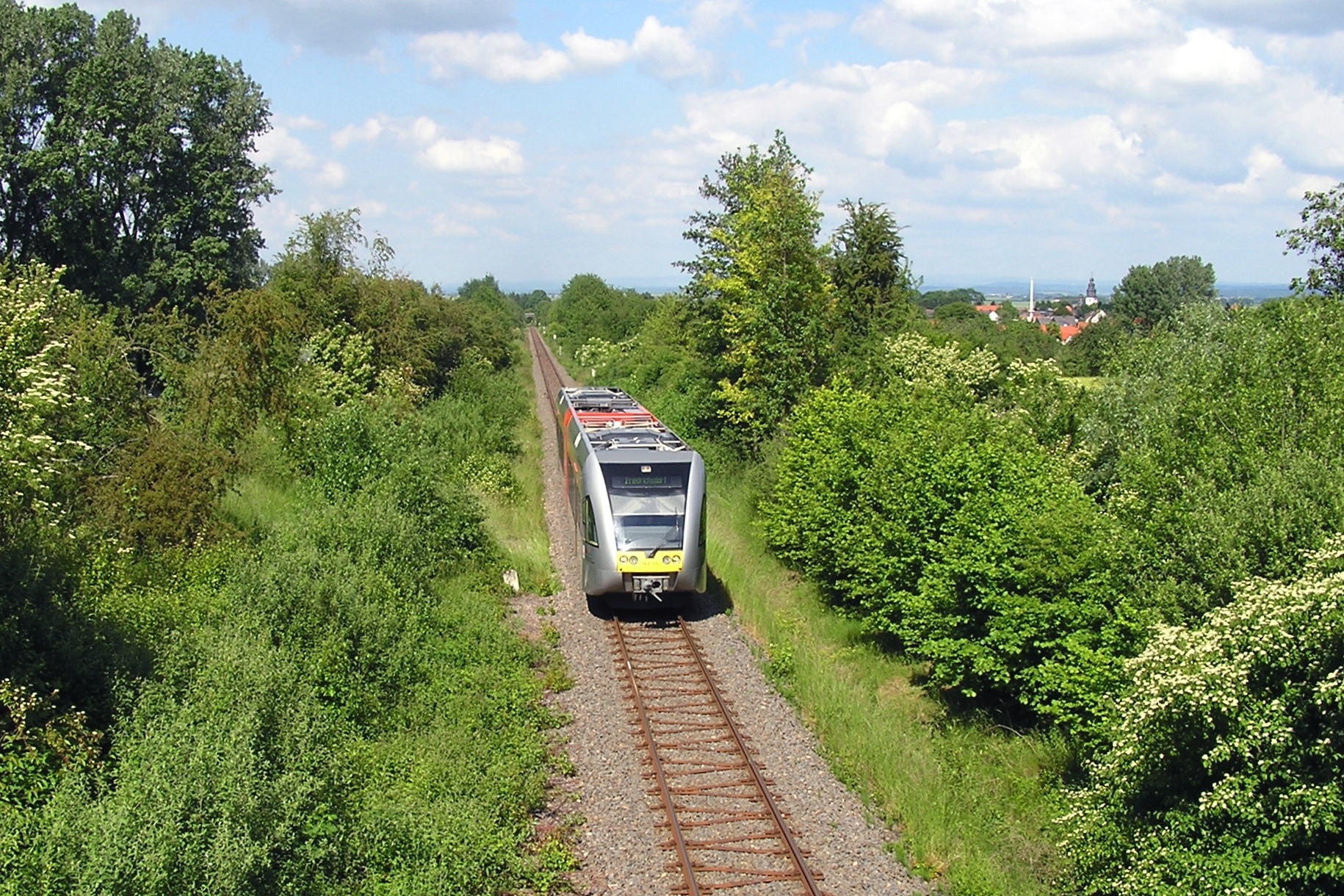
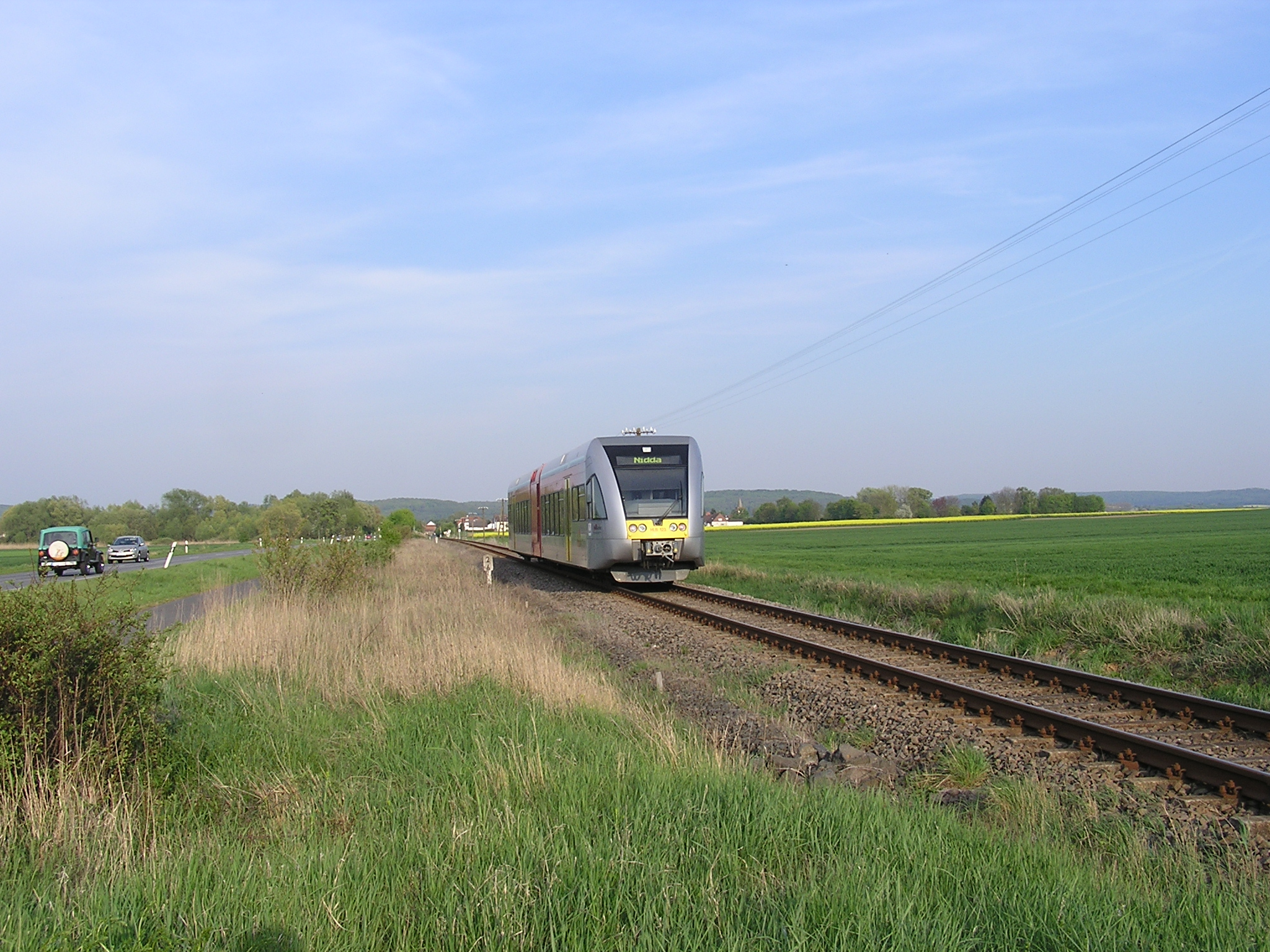
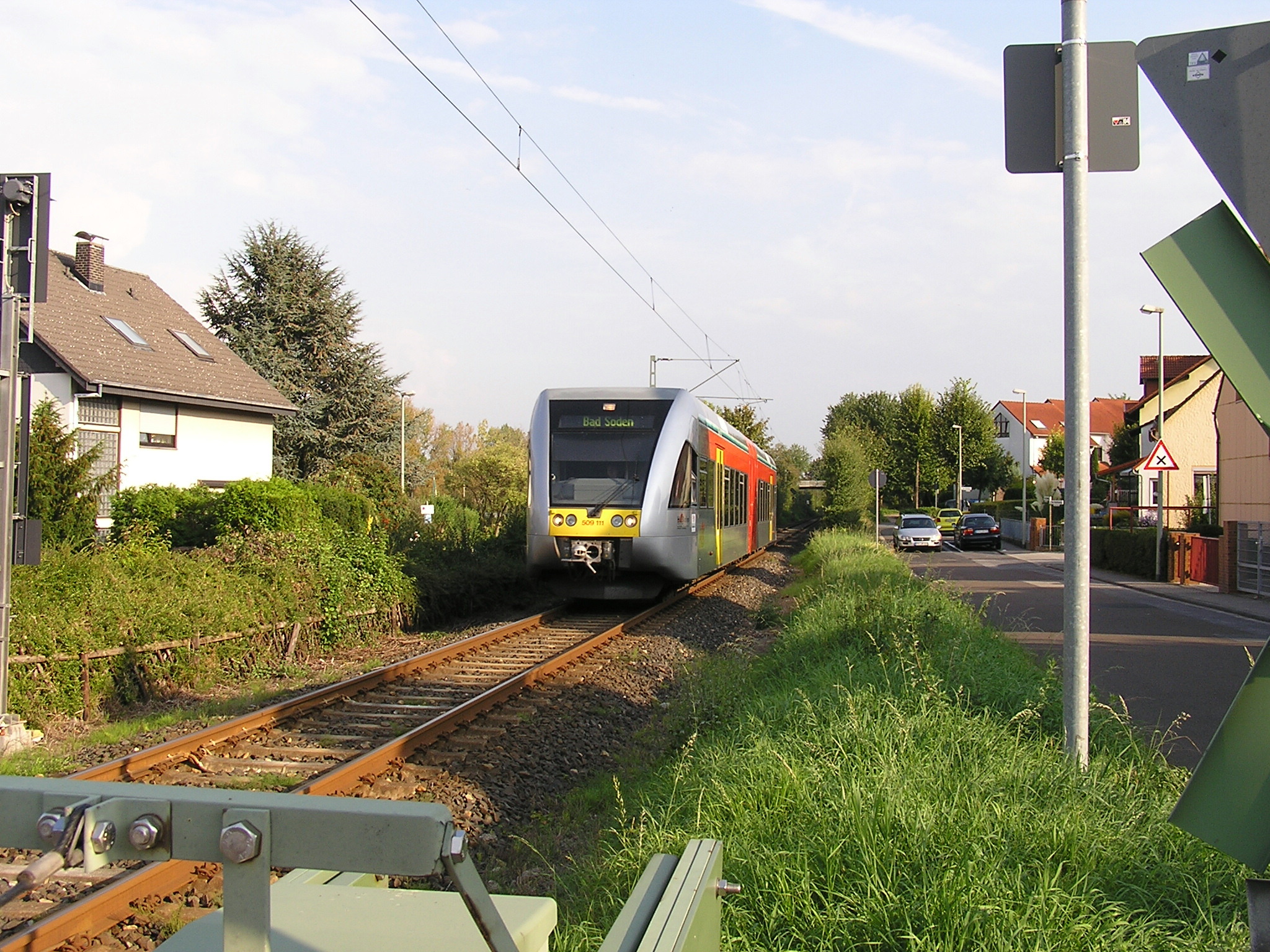

de voormalige spoorwegondernemingen Butzbach-Licher Eisenbahn AG (BLE), Frankfurt-Königsteiner Eisenbahn (FKE), Kassel-Naumburger Eisenbahn AG (KNE) en Hellertalbahn GmbH (HTB)